# خوان فرنانديز (رسام)
خوان فرنانديز (بالإسبانية: Navarrete el Mudo)‏ (و. 1526 – 1579 م) هو رسام إسباني، ولد في لوغرونيو، توفي في طليطلة، عن عمر يناهز 53 عاماً.